# Relazioni bilaterali tra Iran e Venezuela
Dall'inizio del 2000 le relazioni bilaterali tra Iran e Venezuela hanno subito un forte incremento, sia sotto il profilo diplomatico sia sotto quello economico. Dopo la vittoria di Mahmoud Ahmadinejad alle elezioni presidenziali del 2005, Iran e Venezuela hanno creato una vera e propria alleanza orientata soprattutto alla critica verso la politica degli Stati Uniti.

## Relazioni diplomatiche
Sino al 2000, le relazioni diplomatiche tra Iran e Venezuela non erano politicamente eccellenti. Con l'arrivo al potere di Hugo Chávez nel 1999, Caracas ha cominciato a guardare a Teheran come nuovo alleato. Quando, nel 2005, Mohammad Khatami ha lasciato il potere in Iran, quindi, Chavez lo ha ricevuto e lo ha insignito della "chiave d'oro". Il momento più alto delle relazioni tra Iran e Venezuela, però, è stato raggiunto con l'arrivo al potere di Mahmoud Ahmadinejad nel 2005. Iran e Venezuela hanno, quindi, formato una vera e propria alleanza e, nello stesso anno, Hugo Chavez ha dichiarato che il Venezuela avrebbe difeso l'Iran da "qualsiasi minaccia di invasione". Nel 2007 Ahmadinejad e Chavez annunciarono la nascita di un asse tra Iran e Venezuela, volto al contrasto delle attività Stati Uniti. Nel 2009 Ahmadinejad vinse nuovamente le elezioni in Iran, ma il risultato fu contestato da migliaia di persone che scesero in piazza protestando contro i brogli elettorali. Nonostante le proteste, Hugo Chavez riconobbe subito la vittoria di Ahmadinejad e invitò il Presidente iraniano a visitare il Venezuela. Ahmadinejad si recò poi in Venezuela nel novembre del 2009 e Chavez lo accolse elogiandolo e descrivendolo come "un gladiatore anti-imperialista". Nel gennaio 2010 Caracas announciò che, i cittadini iraniani interessati a visitare il Venezuela, non dovevano più richiedere alcuna Visa, una decisione condivisa in America Latina solamente con Nicaragua ed Ecuador. Nel giugno del 2012, in occasione della Conferenza delle Nazioni Unite sullo sviluppo sostenibile di Rio (Rio+20), Ahmadinejad ha colto l'occasione per tornare a visitare il Venezuela.

## Relazioni economiche
Durante la Presidente di Khatami in Iran (1997-2005), Iran e Venezuela firmarono una serie di accordi nel settore energetico e della promozione degli investimenti privati. Nel 2005, quindi, Iran e Venezuela sottoscrissero un accordo bilaterale nel settore petrolifero e per la produzione di automobili. Nel 2008 Caracas e Teheran firmarono un accordo per iniziare una reciproca collaborazione nella produzione di trattori all'interno dell'impresa venezuelana Veniran. Nel 2009 Chavez decise di rifornire l'Iran di 20,000 barili di gasolio al giorno. Nel 2009, Iran e Venezuela annunciarono la nascita di una compagnia petrolifera denominata Beniroug, il cui quartier generale si trova in Spagna.

## Relazioni militari e nucleari
L'alleanza tra Iran e Venezuela ha creato non poche preoccupazioni all'interno della Comunità Internazionale. In particolare, numerose analisi evidenziano come Caracas sia diventata la base per Teheran per le sue attività militari in America Latina. Hugo Chavez ha dichiarato pubblicamente il suo supporto al programma nucleare dell'Iran e ha rifiutato di sottoscrivere le sanzioni internazionali promosse contro la Repubblica Islamica, da parte delle Nazioni Unite. Chavez, in particolare, è stato accusato di finanziare il programma nucleare iraniano aprendo alla Repubblica Islamica le miniere di uranio presenti nel Paese. 
Anche sotto il profilo militare, Chavez è stato accusato di aver fatto del suo Paese una base per l'Iran. Secondo rivelazioni d'intelligence, infatti, nel nord del Venezuela e nell'isola di Margarita, l'organizzazione terrorista libanese Hezbollah avrebbe installato alcune basi per l'addestramento dei suoi miliziani. Nel 2008, l'agenzia francese France Press, ha rivelato che l'intelligence americana aveva le prove del fatto che Caracas stava aiutando Teheran ad esportare componenti per la produzione di missili verso la Siria, ricevendo in cambio l'invio di membri dei Pasdaran iraniani per l'addestramento della polizia e dei servizi segreti venezuelani. Sotto l'attenzio dei servizi segreti internazionali, inoltre, è finito anche il volo della compagnia venezuelana Conviasa Caracas-Damasco-Teheran, attivo dal 2007 al 2010, per mezzo del quale avrebbero viaggiato numerosi agenti venezuelani, siriani e iraniani impegnati a favorire il traffico di materiale illecito tra i tre Paesi. Nell'aprile del 2009, il Vice Presidente venezuelano Roman Carrizales e il Ministro della Difesa iraniano di allora Mostafa Najjar si incontrarono a Caracas e firmarono un accordo ufficiale di cooperazione nel settore della difesa. 
Nel maggio del 2011 il giornale tedesco "Die Welt" ha rivelato che l'Iran progettava l'installazione di una base militare nella Penisola di Paraguanà. Nel giugno 2012, infine, il Venezuela ha annunciato di aver costruito il suo primo drone grazie all'aiuto dell'Iran. In particolare, nel programma è stato coinvolto Ramin Keshavarz, ex manager dell'industria di Difesa della Repubblica Islamica.